# Klarlack
Klarlacke sind transparente Lacke, die meist nur aus Bindemittel und Lösungsmittel (neben üblichen Lackadditiven) aufgebaut sind, enthalten also keine Füllstoffe oder deckende Pigmente. Eine eventuelle Farbgebung erfolgt mit Farbstoffen oder Transparentpigmenten. Klarlacke dienen häufig als Beschichtungsstoff, wenn der zu beschichtende Stoff ansehnlich ist (häufig für Holz oder Metall) und die Oberfläche dennoch vor äußeren Einflüssen geschützt werden muss, bei Metall z. B. der Oxidation und bei Holz Feuchtigkeitseinflüssen.
Besonders in der Autoindustrie gewinnen Klarlacke immer mehr an Bedeutung, da häufig anstelle von einfachem Uni-Decklack immer häufiger Metallic- und Perleffektbasislacke Verwendung finden, die mit einem glänzenden Klarlack überzogen werden. Auch in der Kategorie Nagellack spielt der Klarlack eine Rolle. Es handelt sich hier um einen farbfreien Lack, welcher auf Fuß- oder Fingernägel aufgetragen werden kann.